# کالوگالا
کالوگالا (به لاتین: Kalugala) یک منطقهٔ مسکونی در سری‌لانکا است که در استان مرکزی (سری‌لانکا) واقع شده‌است.